# Fuldmægtig
En fuldmægtig er en person, som har fuldmagt til at handle på en andens vegne.
I det offentlige og i advokatbranchen anvendes fuldmægtig som en stillingsbetegnelse for akademikere og i banker som en stillingsbetegnelse for betroede medarbejdere.